# Раниславци
Раниславци или Ранислав (грч. Αγάθη, Агати) је насељено место у општини Меглен у периферији Средишња Македонија, Грчка. Према попису из 2021. године било је 30 становника.
Према бугарском географу и историчару, Василу Канчову, у Раниславцу је 1900. године живело 400 Словена муслимана. Мештани Раниславца су током 18. века због притиска и веће сигурности за живот прешли на ислам. Године 1924. муслиманско становништво је принудно исељено у Турску а на њихово место су насељене грчке избегличке породице из Турске. На попису из 1928. године Раниславци су имали 201 становника.